# Salles de cinéma à Stockholm

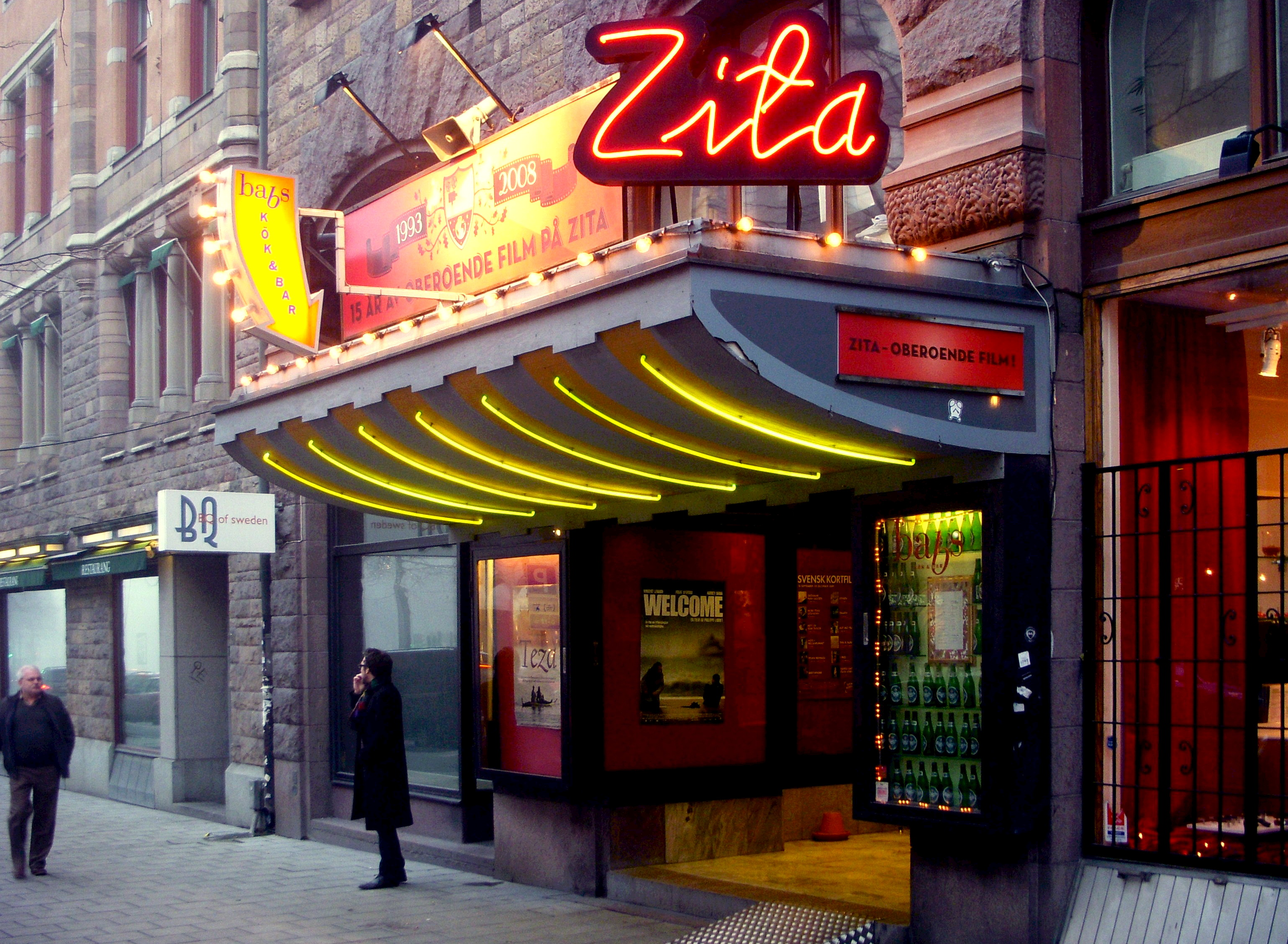
Le Zita, la plus ancienne salle de cinéma de Stockholm encore ouverte.

Les premières salles de cinéma permanentes à Stockhlom datent de la fin des années 1890, après la présentation du cinématographe à l'exposition de Stockhlom en 1897. Avant cette date, les projections étaient plus des démonstrations de la technologie de projection cinématographique que des divertissements publics à grande échelle.
En 1905, la ville de Stockholm compte 10 salles de cinéma, et à la fin de l'année 1909, la ville compte 25 cinémas permanents. En 1943, la capitale suédoise compte 110 salles, soit le plus grand nombre de salles de cinéma qu'ait compté la ville dans son histoire.
La plus ancienne salle de cinéma de Stockholm encore en exploitation est le Zita, construit en 1913 et baptisé à l'origine du nom de Vinter-Palatset, soit le Palais d'hiver. La salle considérée comme la plus remarquable est le Skandia-Teatern, construit en 1923 selon des plans de l'architecte suédois Gunnar Asplund. Restauré en 2001, il est protégé au titre du Kulturminneslagen.

## Liste des salles

### Salles en exploitation
- Cino4
- Cosmonova
- Filmstaden Camera
- Filmstaden Kista
- AMC 18 / Filmstaden Heron City
- Filmstaden Sergel
- BioPalatset / Filmstaden Söder
- Filmstaden Vällingby
- Forum
- Grand
- Park / Park Teatern
- Reflexen
- Rival
- Rigoletto
- Rio
- Saga
- Sergelteatern
- Skandia-Teatern /  Look / Skandia
- Olympia / Cinema / Sture
- Tellus
- Victoria
- Vinter-Palatset / Gyllene Göken / Rita / Zita

## Sources
- (sv) Cet article est partiellement ou en totalité issu de l’article de Wikipédia en suédois intitulé « Biografer i Stockholm » (voir la liste des auteurs).